# Oedemera pthysica
Oedemera pthysica — вид жуков-узконадкрылок.

## Распространение
Обитают в Центральной Европе, на Кавказе и в Турции. Встречаются, в том числе, в Швеции, Испании, Португалии.

## Описание
Жук длиной 8—10 мм. Основания и края надкрылий чёрные. Брюшко самок на боках с довольно широкой жёлтой каймой.

## Биология
Имаго можно наблюдать с мая по август.